# Tyrás
Tyrás byla starověká řecká polis založená kolonisty z města Mílétos pravděpodobně kolem roku 600 př. n. l. Nalézala se nedaleko ústí řeky Tyrás (Dněstr) a v jejím sousedství sídlil domorodý kmen Tyragetů (Tyragetae). V polovině 1. století př. n .l. Dákové zpustošili toto město. Římané ho později začlenili do provincie Moesie a ovládali ho až do konce 4. století.